# Achtlinien-Zwerglippfisch
Der Achtlinien-Zwerglippfisch (Pseudocheilinus octotaenia) ist eine kleine Fischart aus der Familie der Lippfische, der im tropischen Indopazifik von der Küste Ostafrikas im Westen bis zu den japanischen Yaeyama-Inseln und Hawaii im Norden und dem kleinen Atoll Ducie im Osten vorkommt.

## Merkmale
Der kleine Lippfisch erreicht eine Gesamtlänge von 14 cm. Der Achtlinien-Zwerglippfisch ist relativ langgestreckt, die Gesamtlänge liegt beim 2,9- bis 3,4-Fachen der Körperhöhe. Das Kopfprofil ist gerade, die Schnauze zugespitzt. Im Oberkiefern befinden sich vorne 3 Paare größerer, Fangzähne. Die Zähne des dritten Paars sind am größten und deutlich nach außen und nach hinten gebogen. Im vorderen Bereich des Unterkiefers gibt es ein Fangzahnpaar. Die Fangzähne des Unterkiefers greifen bei geschlossenem Maul zwischen das erste und zweite Zahnpaar im Oberkiefer. An den Kieferseiten befinden sich eine Reihe kleiner konischer Zähne. Die Augen sind durch eine schräg verlaufende Hornhaut in zwei gleich große Hälften geteilten Linsen. Sie funktionierenden dadurch wie Bifocallinsen und eine Augenhälfte hat dabei die Funktion einer Nahlinse, eine offensichtliche Anpassung an das Aufspüren kleiner, sich teilweise sehr nah befindender Beutetiere. Die Schwanzflosse ist abgerundet. Die Seitenlinie ist unterbrochen. Der Kopf mit Ausnahme der Region zwischen den Augen, der Schnauze und dem Kinn ist beschuppt. Vor dem ersten Strahl der Rückenflosse liegen 5 Prädorsalschuppen.
Morphometrie:
- Flossenformel: Dorsale IX/11–12; Anale III/9–10; Pectorale ii/12; Caudale 11.
- Schuppenformel: SL 17–18/6–7.

Der Achtlinien-Zwerglippfisch ist orangerot gefärbt und zeigt an seinen Körperseiten 8 schmale purpurfarbene bis dunkelbraune Längsstreifen, die den Schuppenreihen folgen. Die unpaaren Flossen sind gelblich mit purpurfarbenen Streifen oder Flecken. Auf der Kopfoberseite befinden sich 5 dunkle Linien. Der vordere Augenrand ist schwarz.

## Lebensweise
Der Achtlinien-Zwerglippfisch lebt sehr versteckt in Korallenriffen in Tiefen von 2 bis 50 Metern zwischen Geröll und Korallen, in Höhlen und Spalten und ernährt sich von kleinen, bodenbewohnenden Krebstieren und deren Larven, kleinen Weichtieren und Stachelhäutern, sowie von Fischeiern.